# کتابخانه ملی آفریقای جنوبی
کتابخانه ملی آفریقای جنوبی نهاد دولتی این کشور است که مسئول نگهداری کتابخانه‌ای ملی از تمام مواد منتشرشده مرتبط با کشور می‌باشد. آفریقای جنوبی دارای سه کتابخانه ملی است، کتابخانه ملی آفریقای جنوبی در کیپ‌تاون، کتابخانه دولتی در پرتوریا؛ و کتابخانه ملی نابینایان در گراهامستون. کتابخانه ملی آفریقای جنوبی و کتابخانه دولتی هردو از قانون واسپاری برخوردارند. 

## تاریخچه
در سال ۱۸۱۸، لرد چارلز سامرست، اولین فرماندار مدنی مستعمره کیپ‌تاون، اعلامیه‌ای صادر کرد تا تجارت شراب را کنترل کند و مالیاتی بر شراب‌های واردشده به کیپ‌تاون برای فروش وضع کرد. عواید حاصل از این مالیات برای تأسیس یک کتابخانه عمومی استفاده می‌شد که باید "پایه‌گذار سیستمی باشد که وسایل دانش را در دسترس جوانان این گوشه دورافتاده از کره زمین قرار دهد" و آنچه را که نیکوترین نویسندگان باستان یکی از نخستین نعمت‌های زندگی، یعنی "آموزش در خانه" می‌دانستند، در دسترس آن‌ها قرار دهد.
از آن زمان، توسعه کتابخانه‌های آفریقای جنوبی به دو بخش تقسیم شد، هرچند که کتابخانه کیپ‌تاون تأسیس اصلی بود. مدل احتمالی برای "کتابخانه عمومی" کیپ‌تاون، مؤسسه لندن بود که در سال ۱۸۰۵ به سبک آتناوم تأسیس شد.
کتابخانه ملی آفریقای جنوبی در سال ۱۸۱۸ تأسیس شد و عهده‌دار و نگهداری موادی است که از طریق واسپاری بدانجا می‌رسد، به اضافه مواد منحصربه‌فرد و نادر. همچنین مسئولیت تدوین کتاب‌شناسی گذشته نگر و نمایه‌سازی منابع آفریقای جنوبی را به عهده دارد. در سال ۱۹۹۰ «مرکز کتاب» را تأسیس کرد که تریبونی باشد برای ناشران، کتابفروشان و کتابخانه‌ها. کتابخانه دولتی در سال ۱۸۸۷ تأسیس شد و مسئولیت انتشار کتاب‌شناسی ملی جاری و برنامه‌های مبادله با کشورهای دیگر، امانت بین کتابخانه‌ای، و توزیع کتابهای مازاد را به عهده گرفت. کتابخانه دولتی همچنین مرکز ISSNوISBN و فهرستگان کتاب و نشریات ادواری است. کتابخانه ملی نابینایان در سال ۱۹۱۹ تأسیس شد و در سال ۱۹۶۹ با نام کتابخانه ملی نابینایان و کم بینایان نامیده شد. کتابهای بریل و کتابهای گویا را منتشر می‌کند و در خدمت نابینایان کل کشور است. مجموعه کتابخانه ملی کیپ‌تاون بالغ بر۷۵۰ هزار کتاب ۲۰۰ هزار مجله جلد شده، ۸ هزار عنوان مجله جاری، ۴۵ هزار روزنامه جلد شده ۳۰۰ روزنامه جاری، صدهزار مدرک شمایل نگاری است.